# جنبش فدرالیست جهانی

جنبش فدرالیست جهانی (به انگلیسی: The World Federalist Movement) یک جنبش همگانی شهروندی با هموندان (اعضا) و سازمان‌های وابسته در سراسر جهان است که در سال ۱۹۴۷ در مونتروی سوئیس بنیان گذارده شد. این جنبش هم‌اکنون در شهر نیویورک در جایگاه مرکزی سازمان ملل می‌باشد. این جنبش سازمان‌ها و افرادی را گرد هم آورده‌است که از ساخت سامانهٔ فدرالی جهانی (global federal system) بنگاه‌های یکپارچهٔ نیرومند و مردم‌سالار با توان کامل و بر پایهٔ قانون اساسی که جوابگوی شهروندان جهان باشند و بخش کردن قدرت بین‌المللی میان نمایندگی‌های سراسری جدا را، پشتیبانی کنند.